# Siegfried Popper
Siegfried Popper (Prága, 1848. január 5. – Prága, 1933. április 19.) cseh hajótervező mérnök volt a 19-20. század fordulóján, hosszú ideig a Császári és Királyi Haditengerészet főmérnökeként tevékenykedett és a Monarch-osztálytól kezdve az összes nagyobb hadihajó megtervezése az ő nevéhez fűződik.

## Életútja
Prágában született Joachim Popper, egy előkelő árukkal foglalkozó kereskedő (Galanteriewarenhändler) és Anna Schulhof gyermekeként.  A Nikolander Realschule után a Prágai Műszaki Egyetemen tanult egy évig. A Karlsruhei Technológiai Intézetben (Karlsruher Institut für Technologie) folytatott három éves tanulmányaival gépipari végzettséget szerzett.
Popper három évet töltött különböző prágai ipari üzemeknél, mielőtt 1869. december 1-én műszaki rajzolóként a haditengerészethez szegődött. 1887-ben kezdett el hajók tervezésével foglalkozni, mikor is elkészítette a Tiger torpedócirkáló terveit. 1904. április 30-án főmérnöki kinevezést (Generalingenieur) kapott, mely tisztet az ő számára hozták létre. 1907. április 1-ei nyugdíjazásáig ő volt a felelős a haditengerészet összes hadihajójának a megtervezéséért. 1916-ban a Bécsi Egyetem tiszteletbeli doktori címet adományozott neki, melyet 1930-ban, a zsidók foglalkoztatását korlátozó intézkedések miatt visszavont. II. Vilmos német császár a Berlini Műszaki Főiskola Charlottenburgban lévő hajóépítészeti tanszékén kínált fel neki állást, ezt az ajánlatot azonban visszautasította. Visszavonulásának idején Popper már nagyon rossz egészségi állapotban volt, nehezen hallott és gyengén látott. A haditengerészettől való távozása után a Stabilimento Tecnico Triestino hajógyárnál lett tanácsadó, mely a Monarchia egyetlen nagy hadihajók előállítására képes üzeme volt ekkor. E minőségben vett részt a haditengerészet dreadnoughtjainak, a Tegetthoff-osztálynak a megtervezésében.

## Visszavonulása és halála
Visszavonulása után Popper ideje nagy részét héber nyelvű irodalom német nyelvre való lefordításával töltötte. 1933 áprilisában gyenge hallása miatt nem észlelt egy villamost, mely elütötte őt. Pár nappal később, április 19-én hunyt el sérüléseinek következtében.

## Fordítás
- Ez a szócikk részben vagy egészben  a   Siegfried Popper című angol Wikipédia-szócikk ezen változatának fordításán alapul.  Az eredeti cikk szerkesztőit annak laptörténete sorolja fel. Ez a jelzés csupán a megfogalmazás eredetét és a szerzői jogokat jelzi, nem szolgál a cikkben szereplő információk forrásmegjelöléseként.

1. ↑  inferred from place of birth and death